# Svend (dokumentarfilm)
|  | Denne artikel er oprettet af botten Steenthbot ud fra en ekstern database. Den kan derfor have sproglige fejl eller mangler. Denne skabelon kan fjernes efter kontrol af indholdet. |

 For alternative betydninger, se Svend. (Se også artikler, som begynder med Svend)
Svend er en dansk portrætfilm fra 2011 instrueret af Anne Regitze Wivel.

## Handling
I et par år fulgte Anne R. Wivel i hælene på Svend Auken i hans arbejde med at gøre verden til et
bedre sted at leve. På udlandsrejser og store internationale kongresser, i sommerhuset under
intime samtaler og på gaden i samtale med sine vælgere. Overalt hvor han færdedes, stod han til
rådighed og overalt var han klar til at indlade sig på diskussioner om sit livsprojekt ¿ diskussioner, hvor han gang på gang viste sin store indsigt i og forståelse for livet.
»Svend« er en åbenhjertig og vedkommende fortælling om Svend Auken og hans sidste år, fra hans
kræftsygdom blusser op igen og indtil hans sidste tid. Den er også en kærlighedshistorie, historien
om parret, Svend og Anne, om deres fællesskab, samhørighed og indbyrdes kærlighed.
Men frem for alt en film om mandsmod, om at brænde for en sag, om at være politiker af
hjertet, - med livet som indsats.

## Medvirkende
- Svend Auken
- Anne Regitze Wivel